# Perreuil
Perreuil ist eine französische Gemeinde mit 565 Einwohnern (Stand: 1. Januar 2022) im Département Saône-et-Loire in der Region Bourgogne-Franche-Comté (vor 2016: Burgund). Sie gehört zum Arrondissement Autun und zum Kanton Chagny (bis 2015: Kanton Couches).

## Geographie
Perreuil liegt etwa zehn Kilometer östlich von Le Creusot. Der Fluss Dheune begrenzt die Gemeinde im Südosten. Nachbargemeinden von Perreuil sind Saint-Jean-de-Trézy im Norden, Saint-Bérain-sur-Dheune im Osten, Morey im Südosten sowie Essertenne im Süden und Westen.

## Bevölkerungsentwicklung
| Jahr                      | 1962 | 1968 | 1975 | 1982 | 1990 | 1999 | 2006 | 2013 | 2019 |
| Einwohner                 | 492  | 455  | 413  | 428  | 432  | 395  | 411  | 532  | 553  |
| Quelle: Cassini und INSEE |      |      |      |      |      |      |      |      |      |

## Sehenswürdigkeiten
- neoromanische Kirche, 1865 bis 1869 erbaut